# Давід Леві (політик)
Давід Леві (івр. דוד לוי), (1937) — ізраїльський державний і громадсько-політичний діяч, дипломат.

## Біографія
Народився 21 грудня 1937 року в Марокко.
До 1969 — Займався профспілковою діяльністю. Був мером Бейт-Шеан.
З 1969 по 2006 — депутат Кнесету.
У 1977 — один із найактивніших помічників Менахема Бегіна в передвиборчій кампанії в Лікуді.
З 1977 по 1981 — міністр абсорбції в перших двох урядах Менахема Бегіна.
З 1979 по 1990 — міністр житлового будівництва і реконструкції Ізраїлю.
З 1990 по 1992 — міністр закордонних справ Ізраїлю.
З 1996 по 1998 — міністр закордонних справ Ізраїлю.
З 1999 по 2000 — міністр закордонних справ Ізраїлю.